# Сунцы (Кстининское сельское поселение)
 Сунцы  — деревня в Кирово-Чепецком районе Кировской области в составе Кстининского сельского поселения.

## География
Расположена недалеко от северной окраины села Кстинино.

## История
Известна с 1671 года как деревня Костылевская, Фадеева тож с 2 дворами, в 1764 году 13 жителей, в 1802 (Костылевская) 4 двора. В 1873 году здесь (Костылевская или Сунцовы) дворов 4 и жителей 29, в 1905 8 и 51, в 1926 (Сунцовы или Костылевская) 9 и 56, в 1950 12 и 65, в 1989 11 жителей. Настоящее название утвердилось с 1939 года.

## Население
Постоянное население составляло 5 человек (русские 100%) в 2002 году, 3 в 2010.